# 平野俊貴
平野 俊貴（、1956年10月3日 - ）は、日本のアニメーター、キャラクターデザイナー、アニメ監督。本名及び旧名義は平野 俊弘（）。東京都新宿区出身。有限会社平野俊貴事務所代表。
妻はアニメーターで漫画家の垣野内成美。

## 略歴
千代田デザイナー学院グラフィックデザイン科2年在学中に東映動画の制作現場を見学し、これをきっかけに東映動画にアルバイトを申し入れるも、そういう形態の雇用はしていないということでスタジオNo.1を紹介してもらい、そこで動画を描き始める。その後湖川友謙率いるビーボォー、自ら率いるスタジオイオ、石黒昇率いるアートランド、三浦亨率いるAICなどを経て、現在は有限会社平野俊貴事務所の代表を務めている。
1982年、アートランド時代にキャラクター作画監督を務めたテレビアニメ『超時空要塞マクロス』で描いた女性キャラクターの色気が評判となり、アニメファンから注目を浴びる存在となる。1984年公開の劇場アニメ『超時空要塞マクロス 愛・おぼえていますか』に続き、アートランドが1985年に製作したOVA『メガゾーン23』ではキャラクターデザインに抜擢される。この年にはテレビアニメ『忍者戦士飛影』でもキャラクターデザインを担当するなど、一躍人気アニメーターの仲間入りを果たした。
監督デビュー作のOVA『戦え!!イクサー1』は、友人の阿乱霊と共に久保書店へ持ち込んで実現した企画。特撮風味とスプラッタホラー要素が一定の支持を得て、シリーズ化されるヒット作品となった。書籍『ゴジラ大百科 [メカゴジラ編]』では、同作品から特撮独自のモチーフをアニメーションで表現する作風が顕著になったと評している。1980年代後半は『破邪大星ダンガイオー』『冥王計画ゼオライマー』『大魔獣激闘 鋼の鬼』といったマニア向けOVAの監督を担当し、根強い固定ファンを掴む。
『破邪大星ダンガイオー』と『大魔獣激闘 鋼の鬼』は元々、平野が監督する予定も幻に終わった『マジンガーZ』のリメイク作品『大魔神我』の企画を個別に再構成したものである。
1990年には、特撮映画『ゴジラvsビオランテ』のコミカライズ『ゴジラ1990』を手掛けた。
1990年代からは東京ムービーを拠点にアニメ監督業を軸として活動し、少女漫画原作の『魔法騎士レイアース』、『イクサー1』と同じく特撮、スプラッタ、ホラー、アクションの要素を兼ね備えた『デビルマンレディー』などで多方面で活躍した。2000年代以降は主に絵コンテを担当しているが、『バキ』シリーズで監督を行っている。
妻の垣野内成美の代表作『吸血姫美夕』シリーズのアニメも担当し、『風雲三姉妹LIN』シリーズの原作協力者に名を連ねる。

## 参加作品

### テレビアニメ
1976年
- 大空魔竜ガイキング (動画)
- 一休さん (動画)

1977年
- アローエンブレム グランプリの鷹 (原画)

1978年
- 宇宙海賊キャプテンハーロック (原画)
- 無敵鋼人ダイターン3 (原画)
- キャプテンフューチャー (原画)

1979年
- ザ☆ウルトラマン (原画)
- 機動戦士ガンダム (原画)
- 花の子ルンルン (原画)
- 宇宙空母ブルーノア (原画)
- 科学忍者隊ガッチャマンF（原画）

1980年
- 伝説巨神イデオン (原画)

1981年
- Dr.スランプ アラレちゃん（作画監督）

1982年
- 超時空要塞マクロス（原画・作画監督）

1983年
- うる星やつら（1981年版）（作画監督）※平野俊弘名義
- プラレス3四郎（作画監督）※平野俊弘名義

1985年
- 忍者戦士飛影（キャラクターデザイン） ※女性キャラクターのみ

1987年
- きまぐれオレンジ☆ロード（EDアニメーション）※平野俊弘名義

1994年
- 魔法騎士レイアース（監督・絵コンテ）

1997年
- 吸血姫美夕（原作・監督・絵コンテ）

1998年
- デビルマンレディー（監督・絵コンテ・演出）

2001年
- 破邪巨星Gダンガイオー（原作・監督・絵コンテ）

2002年
- 奇鋼仙女ロウラン（ストーリー原案・キャラクター原案・監督・絵コンテ）

2003年
- 神魂合体ゴーダンナー!!（絵コンテ）
- ソニックX（絵コンテ）

2004年
- モンキーターン（絵コンテ）

2005年
- エンジェル・ハート（監督・絵コンテ・演出・OP絵コンテ・OP演出・ED絵コンテ・ED演出）

2010年
- まじっく快斗（監督・絵コンテ・演出・OP絵コンテ・ED絵コンテ）

2012年
- 名探偵コナン（OP絵コンテ・OP演出）

2013年
- ブラッドラッド（絵コンテ・演出・ED絵コンテ・ED演出）
- はじめの一歩 Rising（絵コンテ）

2014年
- 俺、ツインテールになります。（絵コンテ）
- 健全ロボ ダイミダラー（絵コンテ）
- とある飛空士への恋歌（絵コンテ）
- ヒーローバンク（絵コンテ）
- 風雲維新ダイ☆ショーグン（絵コンテ）
- 僕らはみんな河合荘（絵コンテ）

2015年
- 新妹魔王の契約者（絵コンテ）
- 電波教師（絵コンテ）
- 実は私は（絵コンテ）
- カードファイト!! ヴァンガードG（絵コンテ）

2016年
- アクティヴレイド -機動強襲室第八係-（絵コンテ）
- ベイブレードバースト（絵コンテ）

2018年
- バキ（監督・脚本・絵コンテ）

2020年
- バキ（第2期、監督・絵コンテ）

2024年
- BEYBLADE X（絵コンテ）

### 劇場アニメ
1978年
- さらば宇宙戦艦ヤマト 愛の戦士たち（動画・動画チェック）

1980年
- 火の鳥2772 愛のコスモゾーン（原画）
- ヤマトよ永遠に（原画）

1981年
- Dr.スランプ アラレちゃん ハロー!不思議島（原画）

1982年
- Dr.SLUMP “ほよよ!”宇宙大冒険（原画）
- THE IDEON 接触篇、発動編 (アニメーター)

1984年
- 超時空要塞マクロス 愛・おぼえていますか（作画監督）

2005年
- 名探偵コナン 水平線上の陰謀（絵コンテ協力）

2006年
- 真救世主伝説 北斗の拳 ラオウ伝 殉愛の章（アクション監督・絵コンテ）

2007年
- 真救世主伝説 北斗の拳 ラオウ伝 激闘の章（監督・絵コンテ）

2008年
- 真救世主伝説 北斗の拳ZERO ケンシロウ伝（監督・絵コンテ）

2013年
- 名探偵コナン 絶海の探偵（絵コンテ協力）
- ルパン三世VS名探偵コナン THE MOVIE（原画）

2024年
- 範馬刃牙VSケンガンアシュラ（監督）

### OVA
1985年
- メガゾーン23（キャラクターデザイン・作画監督）
- 戦え!!イクサー1（原案・監督・脚本・キャラクターデザイン・作画監督）
- くりいむレモンシリーズ いけないマコちゃん MAKO・セクシーシンフォニー（監督・キャラクターデザイン）※平野俊弘名義

1986年
- コスモス・ピンクショック（キャラクターデザイン）

1987年
- 大魔獣激闘 鋼の鬼（原案・監督）
- 破邪大星ダンガイオー（原案・監督・キャラクターデザイン・絵コンテ・キャラ監修・総作画監督・脚色）

1988年
- 冥王計画ゼオライマー（監督・絵コンテ）
- 吸血姫美夕（原作・監督）
- ドラゴンズヘブン（キャラクターデザイン）

1990年
- 冒険!イクサー3（原作・総監督・キャラクターデザイン）

1995年
- 戦ー少女イクセリオン（原作・監督・脚本・絵コンテ・キャラクターデザイン）

1996年
- 覚悟のススメ（監督）

1997年
- レイアース（監督）

### Webアニメ
2021年
- 範馬刃牙（監督・絵コンテ）

### 小説
- 出発! スターへの道（挿絵）※ゲームブック作品
- 妖精作戦シリーズ（挿絵）
- くりいむレモンシリーズ いけないマコちゃん MAKO・セクシーシンフォニー（挿絵） ※平野俊弘名義
- スターダスト・シティ（挿絵）
- 逆宇宙ハンターズ（挿絵） ※第1巻と第2巻のみ

### 漫画
- 黄金の戦士 ※森木靖泰との共作
- マーメイドトリップ（原作）
- 吸血姫美夕シリーズ（原作） ※『吸血姫夕維』などのスピンオフ作品は除く
- 真彈劾凰聖伝 DOLL
- ゴジラ1990
- 少女奇談 まこら（原作）※植竹須美男と共同原作
- 無敵少女ラミー（作画） ※原作は石川賢
- 風雲三姉妹LINシリーズ（原作）
- 吸血姫 ヴァンパイア・プリンセス（原作）

### その他
- IV -テセラ- キミは、汚れた天使か聖なる魔女か!?（キャラクターデザイン・原画） ※アダルトゲーム